# Le Cloître-Pleyben
Le Cloître-Pleyben (bretonisch Kloastr-Pleiben) ist eine französische Gemeinde im Département Finistère mit 508 Einwohnern (Stand 1. Januar 2022). Sie gehört zum Arrondissement Châteaulin und zum Kanton Briec.

## Geographie
Die Gemeinde Le Cloître-Pleyben liegt 55 Kilometer südöstlich von Brest im Westen der Bretagne am Rande des Regionalen Naturparks Armorique (französisch Parc naturel régional d’Armorique). An der östlichen Gemeindegrenze verläuft der Fluss Stêr Goanez. Die Stadt Quimper liegt 33 Kilometer südöstlich.
Bei Le Faou und Châteaulin befinden sich die nächste Abfahrten an der Schnellstraße E 60 (Brest–Nantes) und bei Landivisiau und Morlaix an der E 50 (Brest–Rennes). In den vorgenannten Orten gibt es auch die nächsten Regionalbahnhöfe an den überwiegend parallel verlaufenden Bahnlinien.

## Bevölkerungsentwicklung
| Jahr                       | 1962 | 1968 | 1975 | 1982 | 1990 | 1999 | 2010 | 2020 |
| Einwohner                  | 881  | 791  | 673  | 508  | 512  | 536  | 579  | 520  |
| Quellen: Cassini und INSEE |      |      |      |      |      |      |      |      |

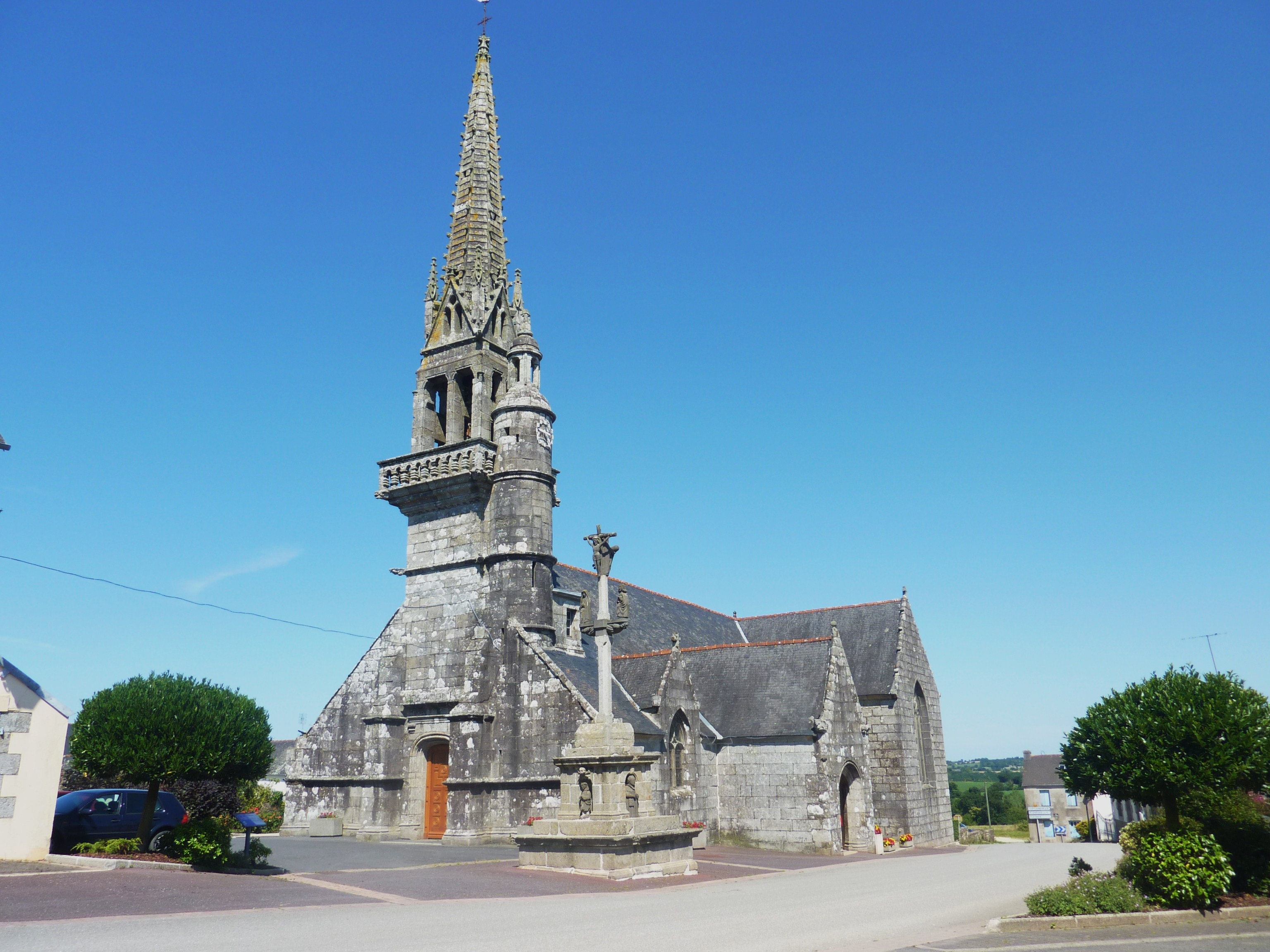
Kirche Saint-Blaise
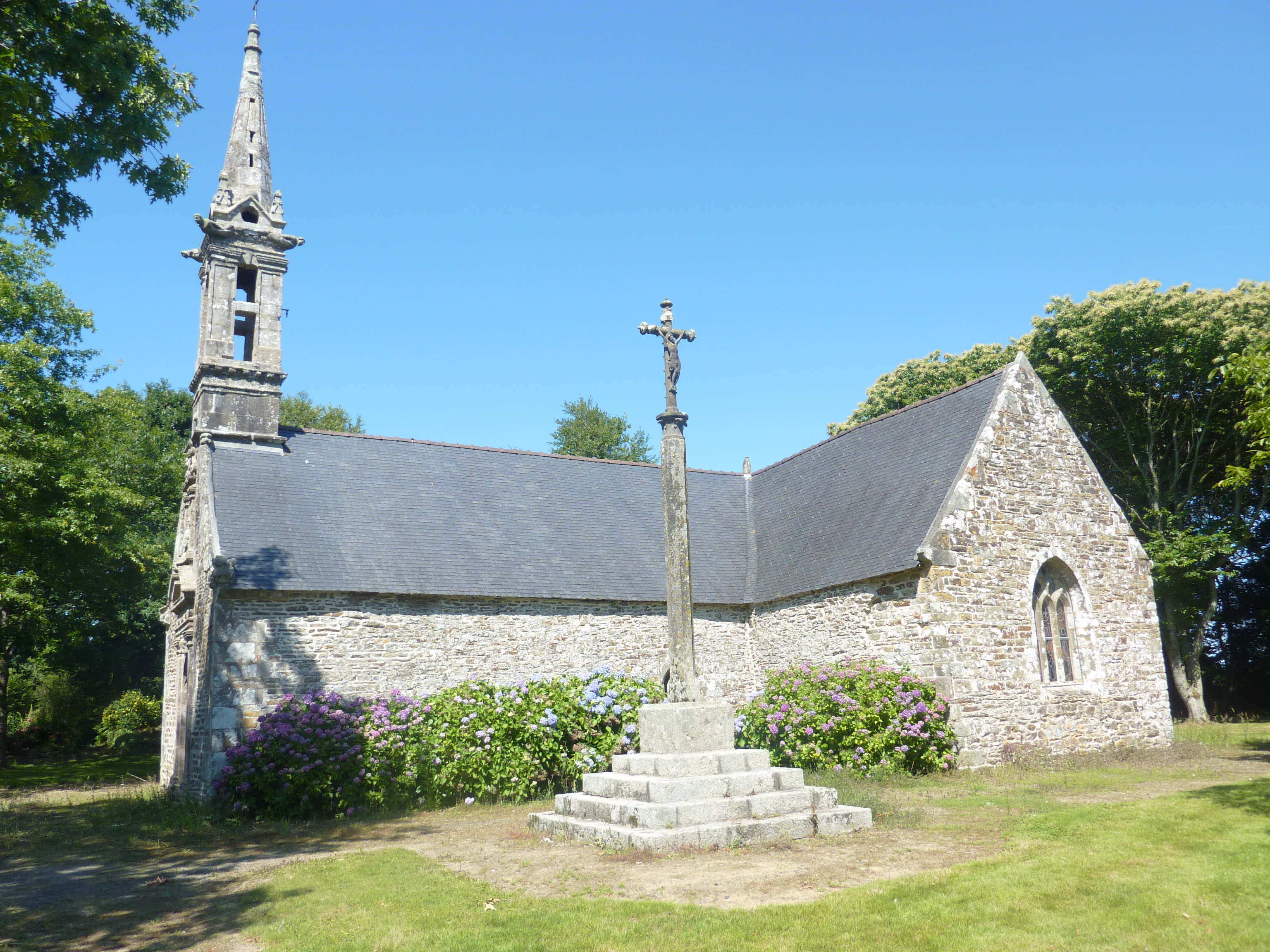
Kapelle Saint-Jean-Baptiste
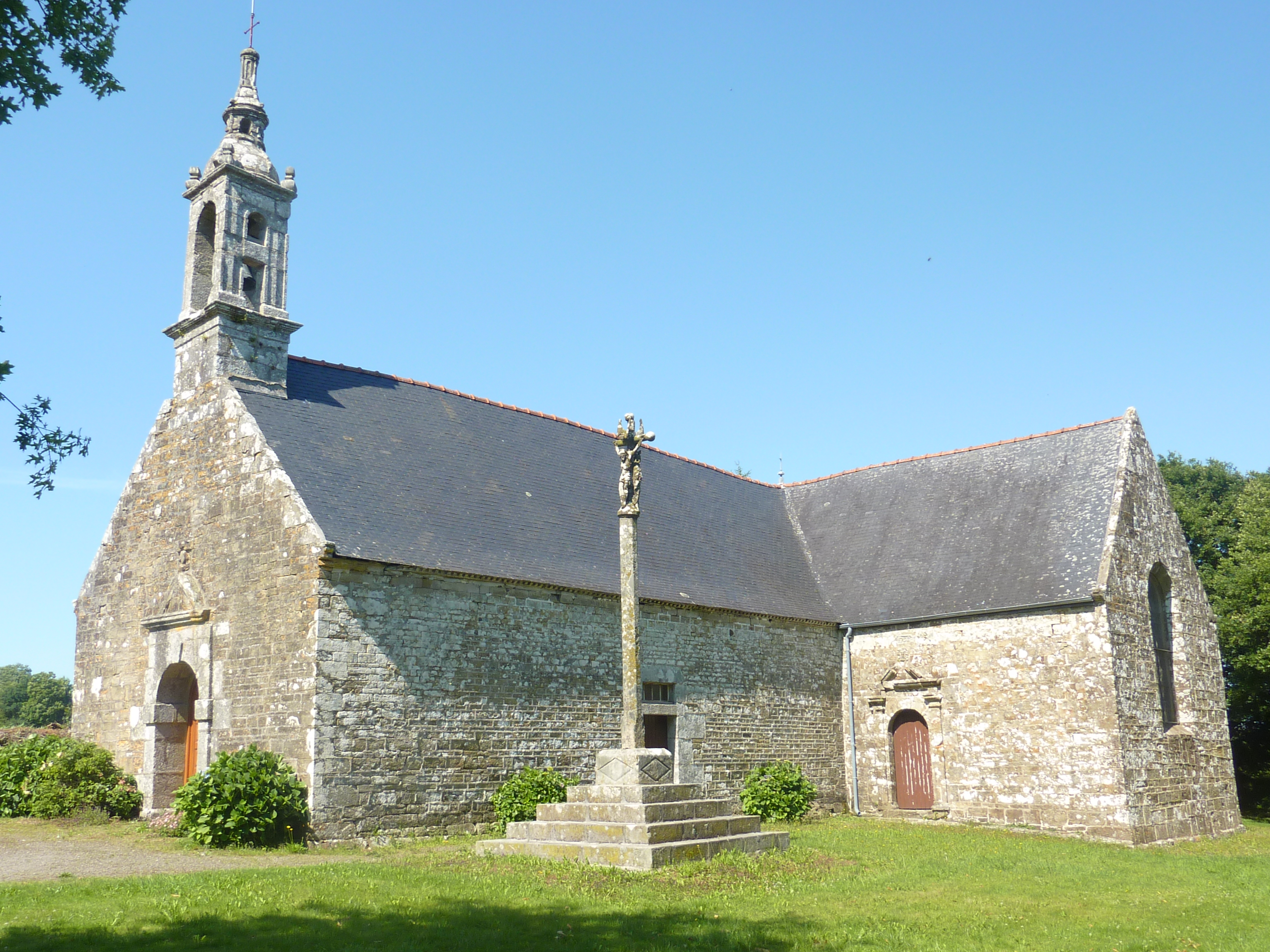
Kapelle Saint-Voarin
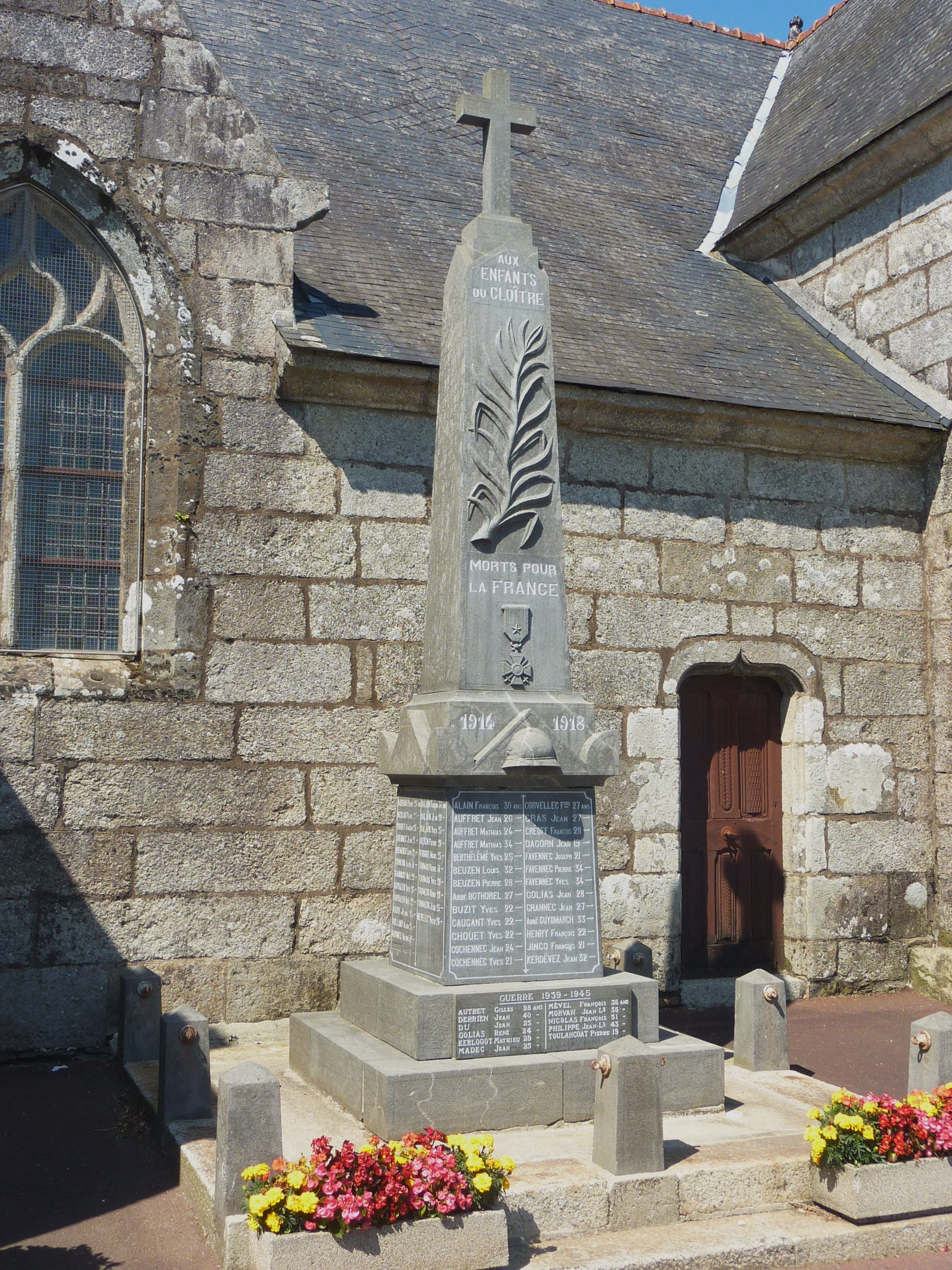
Gefallenendenkmal